# Oskoruša
Oskoruša (cyr. Оскоруша) – wieś w Bośni i Hercegowinie, w Republice Serbskiej, w gminie Rudo. W 2013 roku liczyła 36 mieszkańców.